# Antonio Fuertes
Antonio Fuertes (ur. 3 grudnia 1929 w Walencji, zm. 5 stycznia 2015) – hiszpański piłkarz.

## Kariera
Występował w barwach CD Mestalla w latach 1943–1949 i 1951–1952. W okresie 1949–1951 i 1952–1959 reprezentował klub Valencia CF. Karierę zawodniczą zakończył w klubie Elche CF, w którym rozgrywał mecze w latach 1959–1961.
W reprezentacji Hiszpanii w 1952 rozegrał jeden mecz.